# Outkovka pestrá
Outkovka pestrá (Trametes versicolor) je houba z čeledě chorošovité Polyporaceae  řádu chorošotvaré (Polyporales ). Na spodní straně klobouku plodnice občas parazituje nedohub oranžový Hypomyces arantius.

## EPPO kód
CORLVE

## Historie
V roce 1753 houbu popsal Carl Linné, jako Boletus versicolor. Naposledy druh v roce 1939 popsal jako Trametes versicolor český mykolog Albert Pilát (1903 - 1974).

## Synonyma patogena

### Vědecké názvy
Podle EPPO je pro patogena s označením outkovka pestrá Trametes versicolor používáno více rozdílných názvů, například Coriolus versicolor nebo Polystictus versicolor.

### Názvy v jiných jazycích
V angličtině se houbě říká turkey tail, tedy krocaní ocas, protože ho vzhledově připomíná. Čínsky se nazývá yun zhi, což znamená “tráva říše nebes”. Japonský název je kawaratake.

## Zeměpisné rozšíření
Outkovka pestrá je velmi rozšířena po celé Evropě, od Skandinávských zemí až po oblasti okolo Středozemního moře, velice běžně se vyskytuje i ve Velké Británii a Irsku. Rozšířená je i v Asii, zejména v Japonsku, Severní Americe a Austrálii. 

### Výskyt v Česku
Běžný druh.

## Popis
Organismus tvoří střechovitě uspořádané trsy plodnic. Plodnice jednoletá kloboukatá, vějířkovitá až růžicovitá polokruhovitá, na horní části klobouku je plodnice hnědě až šedě a také žlutavě pásovaná, plstnatá,2–8 cm velká. Je popisována jako hedvábně lesklá. Pruhy s chloupky se na klobouku plodnice střídají s lesklými plochami, zbarvení je variabilní. Rourky jsou krátké a mají póry okrouhlé, bílé až krémové, ve stáří šedé. Výtrusný prach bílý. Dužnina má na řezu dvě vrstvy. Plodnice bývá často zeleně zbarvena řasami.

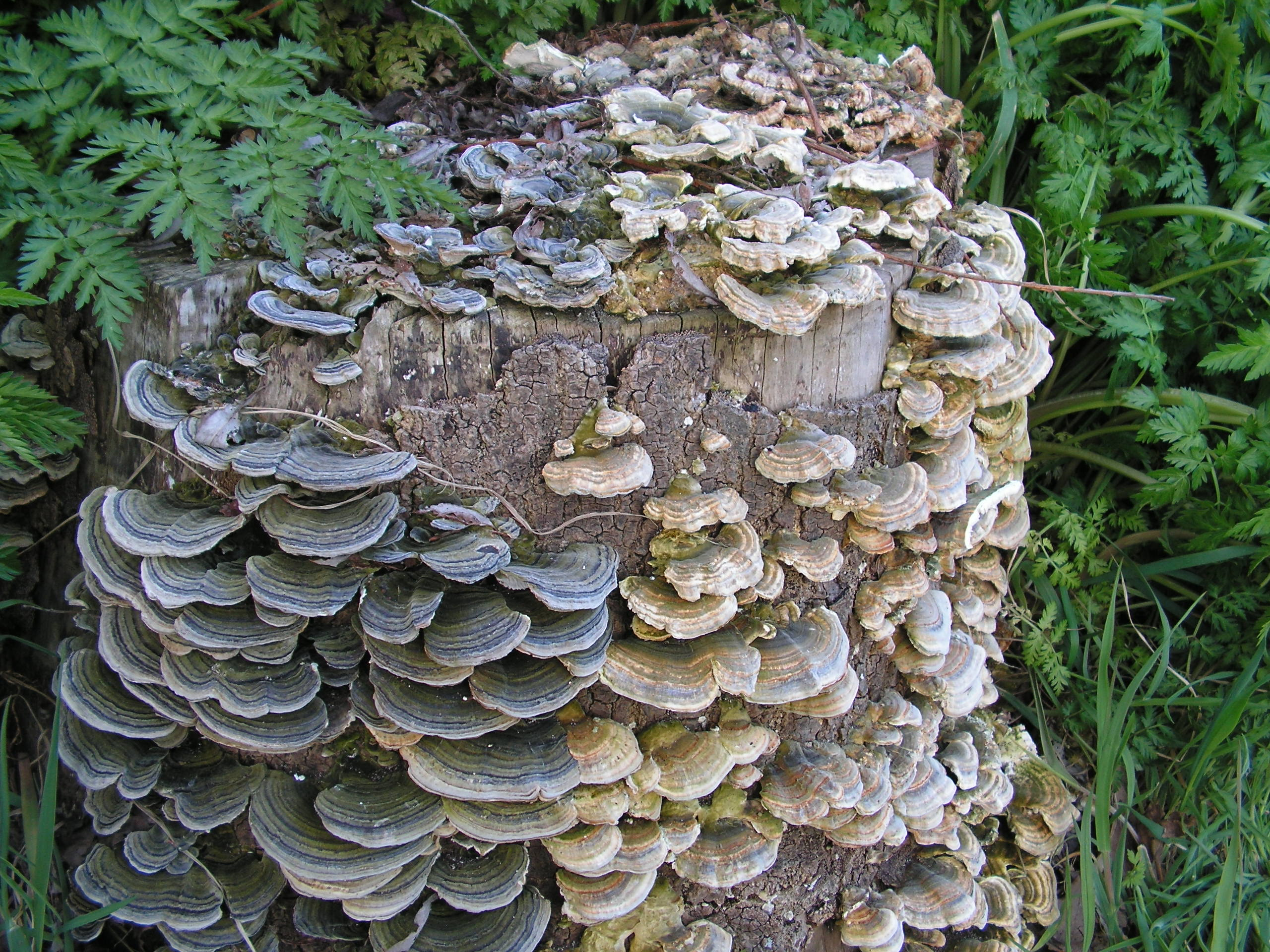

## Hostitel
Odumřelé části dřevin, ranový parazit. Plodnice lze najít na živých i odumřelých kmenech a větvích buků, habrů, dubů, vrb, třešní a dalších listnáčů, vzácněji dokonce i na kmenech jehličnanů. Infekce proniká do stromů drobnými poraněními. Má velkou růstovou rychlost a plodnice vytváří velké trsy. Způsobuje bílou hnilobu dřeva. Oblíbeným hostitelem je dub (Quercus).

## Možnost záměny
Jiné druhy tohoto rodu. Nejpodobnější je outkovka pásovaná (Trametes ochracea), která ale není příliš hojná. Je silnější, klobouky mají méně pestrou barevnost a netvoří se na nich lesklé pruhy. Dalším druhem je outkovka chlupatá (Trametes hirsuta), která je taktéž masitější a její povrch je srstnatý. 

## Význam
Rozkládá dřevěné konstrukce a mrtvé tkáně stromů, je ale také parazitem na živých stromech.
Usušená plodnice se často využívá k aranžování květinových vazeb. Výtažek z houby se po staletí používá v tradičním léčitelství v Číně, Japonsku a Koreji.

### Obsahové látky
V plodnicích byla zjištěna řada biologicky aktivních látek: polysacharidy (β-D-glukany a heteroglykany), triterpeny, seskviterpeny, proteiny, steroly, polyfenolické látky a lipidy.

### Použití
Některé sloučeniny obsažené v houbě outkovka pestrá účinkují na podporu imunity a byly pozitivně testovány jako podpůrné léčivo s měřitelnými výsledky při léčbě některých nádorových onemocnění nebo látky zlepšující prognózu u pacientů s některými nádorovými onemocněními.
Podle dostupných informací nejsou známa žádná vážná rizika, spojená s použitím outkovky nebo produktů odvozených z této houby. U některých pacientů, kteří postupovali chemoterapii a zároveň užívali výtažek z houby, se objevila nevolnost, zvracení, nízký počet bílých krvinek nebo tmavnutí nehtů. Není však jasné, zda tyto nežádoucí účinky byly způsobeny samotnou chemoterapií, nebo užíváním outkovky. 

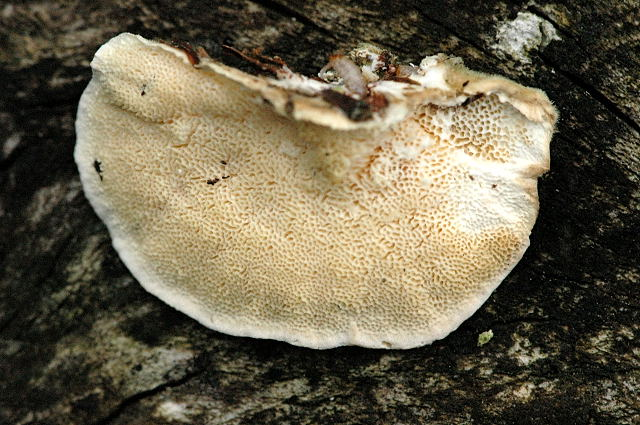
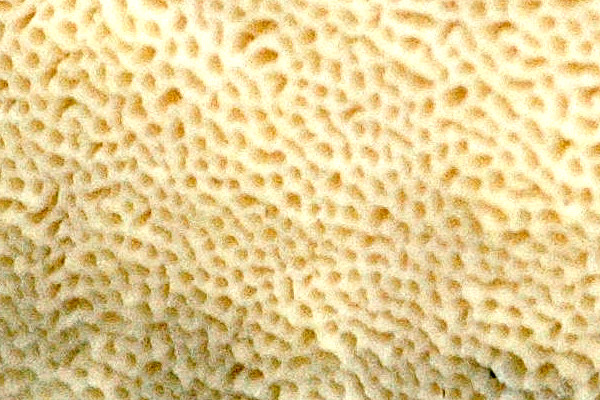

Výtažek z outkovky pestré je užívaný v přírodním léčitelství Číny, Koreje a Japonska. V České republice je obsažen ve složkách potravinových doplňků ke zvýšení imunity, jako lék „zvyšující vyléčitelnost rakoviny“, hlavně ve spojení s klasickou léčbou rakoviny.[zdroj⁠?!] Je popisován jako lék na alkoholové postižení jater, přípravek s antagonickými účinky vůči kortikosteroidům a jiným chemickým látkám, antivirotikum (na vir HPV - původce rakoviny děložního čípku, rakoviny prsu, chronického únavového syndromu, Burkittova lymfomu, Hodgkinovy nemoci a některých karcinomů), poruchy imunity, revmatoidní artritidu, autoimunitní zánět štítné žlázy, diabetes mellitus, roztroušené sklerózy, jako „detoxikační“ látka, proti infekci EB viróz, hepatitidy (B), nákazy Staphylococcus aureus, herpes simplex, podpůrně u rakoviny prostaty a poruchách funkce plic, ale také při potřebě doplnit slezinu, vyživit ducha nebo doplnit energii.[zdroj⁠?!] Je doporučeno s ohledem na obvykle naprosto žádné odborně potvrzené testy obsahu těchto doplňků stravy a neověřené účinky preparátů nedůvěřovat neprověřeným produktům.[nenalezeno v uvedeném zdroji][zdroj⁠?!]